# Ерёменко, Дмитрий Игоревич
Дмитрий Игоревич Ерёменко (род. 16 июля 1993) — российский спортсмен, Чемпион Мира, обладатель Кубка Европы, победитель Кубков и Чемпионатов РФ.  Обладатель 3-го дана чёрного пояса.

## Биография
Дмитрий Ерёменко начал заниматься карате с 1999 года в детско-юношеском клубе г. Пензы.
В возрасте 14 лет продолжил тренировки в специализированной детско-юношеской спортивной школе олимпийского резерва «Витязь».
С 2012 года зачислен в Центр спортивного мастерства Санкт-Петербурга.
Образование
С 2000—2010 гг. учился в МБОУ СОШ № 39 города Пенза.
В 2015 году с отличием окончил Пензенский Государственный Технологический Университет.
Спортивная карьера
Дмитрий начал заниматься спортом с 6 лет. Первые соревнования были в возрасте 10 лет, где Дмитрий успешно выступил и занял 1 место. Крупные успехи на всероссийском уровне начались с 2009 года. В основной состав сборной России по каратэ WKC был включен с 2012 года, после победы на Чемпионате России. В 2012 году, на Чемпионате Мира по каратэ WKC в Литве выиграл бронзу в категории Мужчины в дисциплине ката, став первым Российским спортсменом, который смог занять призовое место в этой категории на чемпионате Мира. В 2013 году в Австралии стал Чемпионом Мира среди юниоров, а затем в Германии выиграл три золотые медали на Кубке Европы.

## Спортивные достижения
Чемпионаты Мира:
- Чемпион Мира по каратэ WKC 2015 года (Рига, Латвия)
- Чемпион Мира по карате WKC 2013 года (Мельбурн, Австралия)
- Серебряный призёр Чемпионата Мира по карате WUKF (2-е место личное первенство, 2 место командное первенство) 2012 года (Нови-Сад, Сербия)
- Бронзовый призёр Чемпионата Мира по карате WKC 2012 года (Шяуляй, Литва)

Чемпионаты и Кубки Европы
- Кубок Европы по каратэ JSKA (три золота в командных выступлениях среди юниоров и мужчин) 2013 года (Зуль, Германия)
- Чемпионат Европы по карате WKC (2-е место — личное первенство, 2-е место — командное первенство) 2014 года (Чебоксары, Россия)

Международные турниры
- Международный турнир по карате WKC 2012 — 1-е место (Анапа, Россия)
- Международная Олимпиада Боевых Искусств 2013, 2015 — 1-е место (Санкт-Петербург, Россия)
- Sigulda open 2014 — 1-е место (Сигулда, Латвия)

Чемпионаты и Кубки России
- Чемпион России по карате WKC 2012, 2013, 2014, 2015 г.
- Чемпион России по карате WUKF 2012 г.
- Победитель Всероссийского турнира по каратэ 2013 г.
- Обладатель кубка России по карате WKC 2013, 2014 г.
- Призёр первенств России по карате WKF 2008, 2009 г.
- Победитель первенства России среди учащихся 2008 г.